# Austrelmis costulata
Austrelmis costulata is een keversoort uit de familie beekkevers (Elmidae). De wetenschappelijke naam van de soort werd in 1957 gepubliceerd door Janssens.